# Moscow Music Peace Festival
Il Moscow Music Peace Festival è stato un festival musicale heavy metal e hard rock svoltosi il 12 e 13 agosto del 1989 a Mosca nello Stadio Lenin, ed organizzato dalla Make A Difference Foundation, in piena cooperazione tra le due superpotenze degli Stati Uniti d'America e dell'Unione Sovietica, con lo scopo di promuovere la pace e combattere l'abuso di droghe e alcool. Qui presero parte artisti come Skid Row, Cinderella, Bon Jovi, Mötley Crüe, Gorky Park, Ozzy Osbourne, e Scorpions.
L'evento fu trasmesso in tutto il mondo, per la regia di Wayne Isham. Dal Festival è stata tratta la compilation Stairway to Heaven/Highway to Hell, edita dalla Mercury, e cui brani sono tutti cover di pezzi appartenenti ad artisti morti per abuso di droghe e alcol. Gli headliner (artisti principali) della manifestazione furono i Bon Jovi, e ancora oggi resta storico l'ingresso del loro leader Jon Bon Jovi, che attraversò in uniforme militare sovietica tutta l'arena dello stadio accompagnato dalle note del brano Lay Your Hands on Me.
Le due serate ebbero la stessa line up, infatti le pubblicazioni in volume 1 e volume 2, contengono le registrazioni in un mix delle due serate.
Fu un grande evento, un concerto spettacolare che rappresentò la caduta dell'Unione Sovietica, la globalizzazione della cultura e la gloria del glam metal targato anni 80.

## Curiosità
- Come scritto nel libro Bang Your Head: The Rise and Fall of Heavy Metal di David Konow, il concerto è stato caratterizzato da numerosi contrasti tra i vari artisti da un punto di vista organizzativo. Molti musicisti che hanno partecipato al festival furono infastiditi dal fatto che una band come i Bon Jovi avesse avuto il privilegio di headliner della manifestazione avendo così la possibilità di preparare uno show più teatrale, più spettacolare e con più tempo a disposizione. Inizialmente furono designati come headliner i Mötley Crüe. Questi ultimi presero così male la decisione degli organizzatori, che Tommy Lee prese a pugni il suo manager Doc McGhee (prima manager anche dei Bon Jovi) e lo licenziò dietro le quinte del concerto.
- L'evento ispirò la composizione da parte degli Scorpions della ballata Wind of Change, poi diventato pezzo simbolo della caduta del Muro di Berlino.
- Il concerto è stato spesso motivo di preoccupazioni per l'abuso di droga e alcool da parte dei musicisti prima e dopo gli show, nonostante lo scopo dichiarato della manifestazione fosse ben altro.

## Dettagli

### Artisti
- Cinderella: Tom Keifer, Fred Coury, Jeff LaBar, Eric Brittingham
- Gorky Park: Alexie Belov, Nikolaj Noskov, Sasha Minkov, Jan Ianenkov, Sasha Lvov
- Scorpions: Klaus Meine, Matthias Jabs, Francis Buchholz, Herman Rarebell, Rudolf Schenker
- Skid Row: Sebastian Bach, Dave Sabo, Rob Affuso, Rachel Bolan, Scotti Hill
- Mötley Crüe: Vince Neil, Nikki Sixx, Tommy Lee, Mick Mars
- Ozzy Osbourne: Ozzy Osbourne, Zakk Wylde, Randy Castillo, Geezer Butler, John Sinclair
- Bon Jovi: Jon Bon Jovi, Richie Sambora, Alec John Such, Tico Torres, David Bryan
- Ospite speciale: Jason Bonham

### Programmazione
- 12/13 agosto 1989
  - Skid Row: Holidays in the Sun, Makin' a Mess, Piece of Me, Big Guns, 18 and Life, Youth Gone Wild
  - Gorky Park: Bang, Within Your Eyes, Please Try and Find Me, My Generation
  - Mötley Crüe: In the Name of Rock and Roll, Wild Side, Girls Girls Girls
  - Cinderella: Bad Seamstress Blues, Coming Home, Gypsy Road, Nobody's Fool, Shake me
  - Ozzy Osbourne: I Don't Know, Shot in the Dark, Suicide Solution, Sweet Leaf, Paranoid
  - Scorpions: Black Out, Big City Nights, Holiday, The Zoo, Dynamite, Still Loving You
  - Bon Jovi: Lay Your Hands on Me, Wild in the Streets, Blood on Blood, Wanted Dead or Alive, Livin' on a Prayer, Bad medicine
  - Jam session: Rock and Roll, Hound Dog
  - Jam session: Long Till Sally, Rock and roll

### Organizzatori
Il festival fu organizzato dalla Make A Difference Foundation, il produttore Doc McGhee e vari musicisti degli Stati Uniti ed ex-URSS

### Luogo
Il Festival si è svolto allo Stadio Lenin di Mosca. La capienza della struttura è ufficialmente di 85000 posti, ma durante la manifestazione erano presenti ben oltre 100000 persone. Fu il primo evento musicale organizzato in questa struttura, prima adibito solo a quelli sportivi.

### Elenco artisti presenti
- Cinderella: Tom Keifer, Fred Coury, Jeff LaBar, Eric Brittingham
- Gorky Park: Alexie Belov, Nikolaj Noskov, Sasha Minkov, Jan Ianenkov, Sasha Lvov
- Scorpions: Klaus Meine, Matthias Jabs, Francis Buchholz, Herman Rarebell, Rudolf Schenker
- Skid Row: Sebastian Bach, Dave Sabo, Rob Affuso, Rachel Bolan, Scotti Hill
- Mötley Crüe: Vince Neil, Nikki Sixx, Tommy Lee, Mick Mars
- Ozzy Osbourne: Ozzy Osbourne, Zakk Wylde, Randy Castillo, Geezer Butler, John Sinclair
- Bon Jovi: Jon Bon Jovi, Richie Sambora, Alec John Such, Tico Torres, David Bryan
- Ospiti: Jason Bonham

## Pubblicazioni

### Audio
- Stairway to Heaven/Highway to Hell (1989) | compilation artisti vari

### Video
- Moscow Music Peace Festival - Vol. 1 e 2 (1990) | formato VHS
- Moscow Music Peace Festival - Vol. 1 e 2 (2006) | formato DVD

### Libri
- Bang Your Head: The Rise and Fall of Heavy Metal di David Konow